# Lista de cidades do Alentejo
Esta é uma lista de cidades da região do Alentejo, ordenadas alfabeticamente, por população, que foram registados nos censos de 2021, pela área e pela densidade populacional.
A atual região do Alentejo registou, através dos censos de 2021, uma população de 471 322 habitantes.
| Cidade                   | Sub-região | Sub-região       | Habitantes (2021) | Área (em km2) | Densidade populacional |
| ------------------------ | ---------- | ---------------- | ----------------- | ------------- | ---------------------- |
| Évora                    |            | Alentejo Central | 40.455            | 14,3          | 2.829                  |
| Beja                     |            | Baixo Alentejo   | 22.362            | 7,18          | 3.114                  |
| Elvas                    |            | Alto Alentejo    | 15.254            | 19,0          | 803                    |
| Portalegre               |            | Alto Alentejo    | 14.138            | 12,76         | 958                    |
| Sines                    |            | Alentejo Litoral | 12.499            | 6,0           | 2.083                  |
| Montemor-o-Novo          |            | Alentejo Central | 8.356             | 3,38          | 2.472                  |
| Vendas Novas             |            | Alentejo Central | 9.246             | 9,24          | 1.001                  |
| Ponte de Sor             |            | Alto Alentejo    | 7.476             | 8,73          | 856                    |
| Vila Nova de Santo André |            | Alentejo Litoral | 8.436             | 4,7           | 1.795                  |
| Moura                    |            | Baixo Alentejo   | 7.064             | 3,63          | 1.946                  |
| Santiago do Cacém        |            | Alentejo Litoral | 5.677             | 3,13          | 1.814                  |
| Estremoz                 |            | Alentejo Central | 6.635             | 3,46          | 1.918                  |
| Alcácer do Sal           |            | Alentejo Litoral | 5.868             | 5,80          | 1.012                  |
| Reguengos de Monsaraz    |            | Alentejo Central | 5.769             | 4,1           | 1.407                  |
| Serpa                    |            | Baixo Alentejo   | 4.623             | 2,1           | 2.201                  |
| Borba                    |            | Alentejo Central | 3.571             | 2,20          | 1.623                  |

1. ↑  «População residente: total e por grandes grupos etários». Pordata. Consultado em 5 de abril de 2024